# Thrixspermum brevicapsularis
Thrixspermum brevicapsularis är en orkidéart som beskrevs av Richard Eric Holttum. Thrixspermum brevicapsularis ingår i släktet Thrixspermum och familjen orkidéer. Inga underarter finns listade i Catalogue of Life.